# Univerzita v Mariboru
Univerzita v Mariboru (slovinsky: Univerza v Mariboru) je slovinská druhá největší univerzita, založená v roce 1975 v Mariboru ve Slovinsku. V současné době má 17 fakult.

## Historie
Kořeny univerzity sahají do roku 1859, kdy byl za podpory mariborského biskupa a vlastence Antona Martina Slomška založen teologický seminář. Na konci 50. a na počátku 60. let bylo založeno více fakult; ekonomické, obchodní a technologické fakulty v roce 1959, fakulty agronomie a práva v roce 1960 a fakulta pedagogiky v roce 1961. Slavnostní otevření univerzity proběhlo 19. září 1975. Sedmdesátá léta byla dekádou exponenciálního nárůstu počtu vysokých škol v bývalé Jugoslávii když vedle univerzity v Mariboru otevřely své brány univerzity v Osijeku, Rijece, Splitu, Mostaru, Podgorici, Bitole, Banja Luce, Kragujevaci a Tuzle.
Rektory univerzity v Mariboru byli Dali Džonlagić, Alojz Križman, Ludvik Toplak, Ivan Rozman a Igor Tičar. Na konci roku 2017 a na začátku roku 2018 působil téměř jeden rok rektorem Jan Žan Oplotnik. V roce 2018 byl zvolen rektorem Zdravko Kačič.

## Reputace
Univerzita vstoupila do 1% nejlepších institucí ve fyzice.
Univerzita v Mariboru spolupracuje od roku 1998 na evropských rámcových programech a počet mezinárodních výzkumných projektů se každým rokem zvyšuje. Podle „Ranking Web of World Universities“ je v současné době (2021) na 1 006. místě světového žebříčku univerzit.

## Organizace
Univerzita je rozdělena do 17 fakult:
- Fakulta zemědělství a biologie
- Fakulta umění
- Fakulta chemická a chemického inženýrství
- Fakulta stavební, dopravní techniky a architektury
- Fakulta trestního práva a bezpečnosti (v Lublani)
- Fakulta elektrotechniky a informatiky
- Fakulta ekonomiky a podnikání
- Pedagogická fakulta
- Fakulta energetické technologie
- Právnická fakulta
- Fakulta strojního inženýrství
- Fakulta medicíny
- Fakulta zdravotnických věd
- Fakulta organizačních věd[1] (v Kranji)
- Fakulta logistiky (v Kršku a Celje)
- Fakulta přírodních věd a matematiky
- Fakulta cestovního ruchu (v Brežicích)[2]

Univerzita také zahrnuje několik přidružených zařízení, včetně univerzitní knihovny v Mariboru, studentských kolejí, výpočetního střediska, sportovního centra Leona Štukelje a dalších.

## Významní lidí

### Vyučující
- Darijan Božič, hudba
- Mylan Engel, filozofie
- Oto Luthar, dějiny
- Majda Pajnkiharová, ošetřovatelství
- Matjaž Perc, fyzika
- Zinka Zorková, lingvistika

### Absolventi
- Brigita Brezovac, profesionální kulturistka IFBB
- Darko Horvat, politik, ministr hospodářství Chorvatska
- Feri Horvat, politik
- Drago Jančar, autor
- Blaž Medvešek, plavecký šampion
- Ljudmila Novaková, politička
- Mária Pozsonec, politička
- Jurij Toplak, právník a volební expert